# 퍼시벌 멜런 시먼스
퍼시벌 멜런 시먼스(Percival Mallon Symonds, 1893년 4월 18일 ~ 1960년 8월 6일)는 미국의 심리학자, 교육학자이다. 심리학에 있어서 보상을 여러 유형으로 연구한 사람으로 유명하다.